# Székelykapu

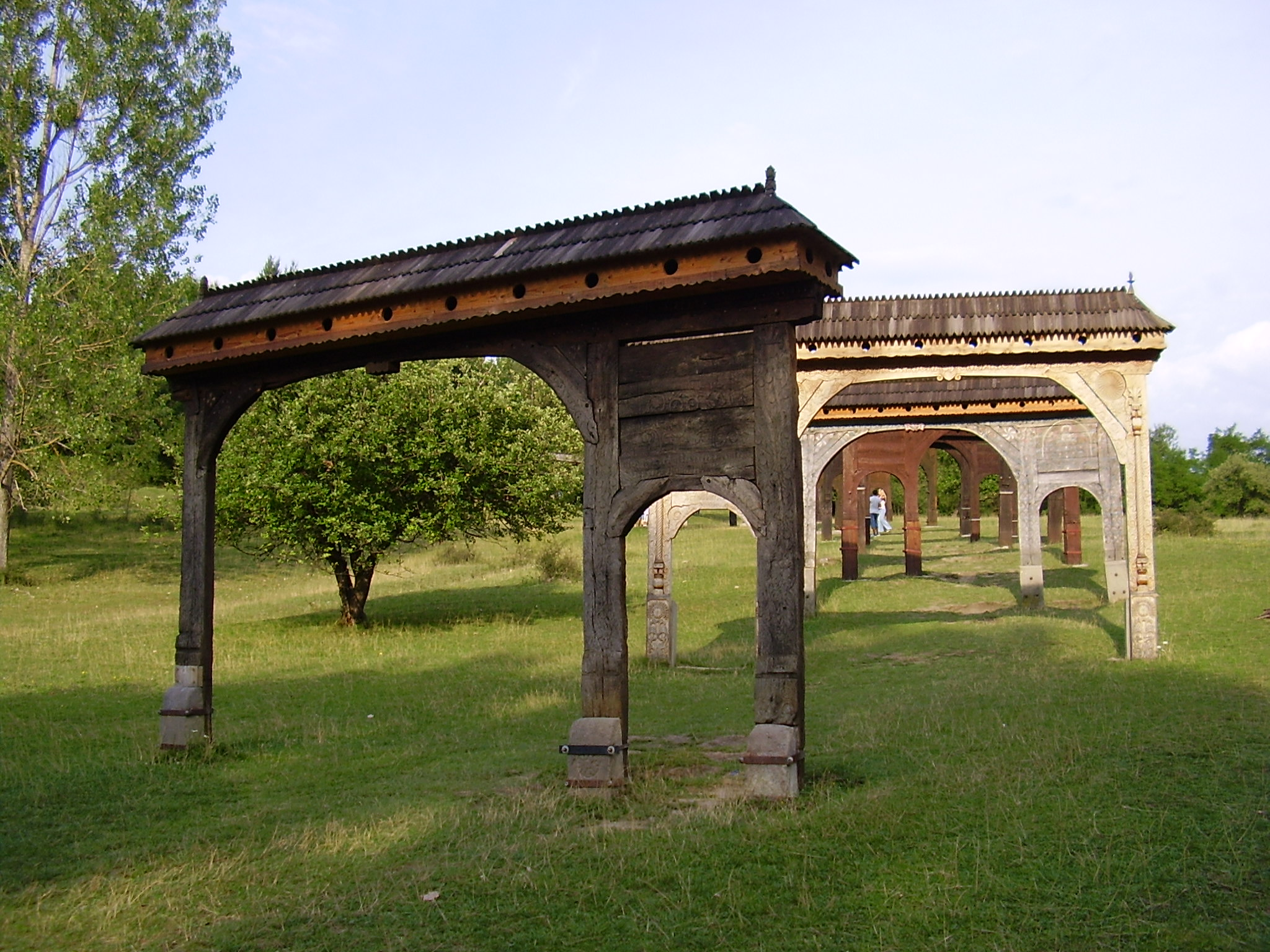
Székelykapuk Orbán Balázs síremlékénél

A székelykapuk fából készített, gazdag faragású és festésű műremekek. Székelykapunak a galambbúgos kiskaput vagy egyszerűen csak nagykaput nevezzük, mely egy födél alá foglalt kis- és nagykapuból áll, díszes faragással, újabban festéssel. Székelyföld szerte ilyen díszes, faragott kapuk ékesítik a kerített templomok cintermeit és a temetők bejáratait is.

## Szerkezete, anyaga
Két részből áll, kis- és nagykapu. Ha az utcaajtót és a nagy kaput közös szemöldökgerenda fogja össze és az a szénásszekerekhez mért magasságúvá emelkedik és közös tetővel látják el; ezt nevezzük nagykapunak, más szóval székelykapunak, pontosabban fedeles nagykapunak. A kiskapu általában ugyanolyan magasságúra emelik, így annak mérete nem változik, teteje viszont jó alkalmat nyújt a díszítésre. "A kiskapu általában fél öl széles, egy öl magas; a nagykapu két öl széles, két öl magas. Ha ez az arány megbomlik, a kapu magas, vagy nyomott formájú lesz." írja egy 16. századi krónikás.
A kapunak szánt fa minden esetben szép sudár, bog nélküli fa. Csersavtartalma miatt a célnak legmegfelelőbb a tölgyfa, illetve a cserfa volt, mivel igen ellenállónak bizonyult a korhadással szemben. A kiválasztott fa alapanyagot egy évi szárítás után, félszáraz állapotban kezdték el faragni. Először a székelykapu alapját, a három függőleges, téglalap alapú oszlopot, a "zábét" készítették el. Ebből az alaposzlopból három van, magasságuk a földtől négy-öt méter (a székely kapukat úgy tervezik, hogy a nagykapu alatt egy szénával jól megrakott szekér is könnyedén átmehessen). A föld alatti rész ezen felül még egy métert jelent, e rész vastagságát eredeti méretükben hagyják meg, ez a csutakfa. Miután mindhárom zábé elkészült nagyjából, méretüket faragófejszével egymáshoz igazítják. A zábék minden esetben fölfelé enyhén vékonyulnak. Vastagságuk egyezik a fölső zárógerenda, a "kontyfa" vastagságával. A kontyfa csaplyukaiba mélyednek a zábék tizenöt centiméteres, levállazott csapjai, melyeket két-két faszeggel rögzítenek a helyükön.
Tehát miután elkészül a székely kapu alapja, a három zábé (mely meghatározta a kis- és a nagykapu helyét, méretét) és a kontyfa, következik a kötések elhelyezése. A kötések a kis- és nagykapuk sarkaira kerülő erősítések. "Miután a baltával és horgas fejszével (kapafejszével, szalukapával) kinagyolt kötéseket a rendeltetési helyükre tették, kicirkalmazták (kirajzolták) a kapu körívét és a kötések belső vonalát." (Szatyor 1986: 102) A kötések helyét szélességüknek megfelelően belevésik a zábékba és kontyfába, tehát azok zsilipszerűen lesznek a helyükre illesztve. A kiskapu kötése a kontyfának és a nagykapu felső szélének vonalától számítva általában egy öllel lentebb helyezkedik el. Az itt kimaradó helyre (gerendaközbe), szintén zsilipszerű rögzítéssel a kaputükör került. Miután mindezzel elkészültek, hozzáfog a faragómolnár a kapu faragásához, festéséhez.
Az elkészítést és a díszítést a székely kapu felállítása követi. Ezt a nehéz feladatot tíz-tizenkét ember vezényszóra, három mozdulattal teljesíti: beállítja a zábékat az előre megásott gödrökbe. A rögzítés a következőképpen történik: a gödörbe köveket és földet szórják, ezáltal kitöltik a csutakfa és a gödör fala közti ürességet. Természetesen ezt a "tölteléket" keményre döngölik. A már álló kapuhoz állványt helyeztek, következik a tetőzet. A kontyfán nyugszik a galambdúc, illetve más néven a "galambbúg", illetve a felül csúcsban záródó tető. Kettős szerepet tölt be: egyrészt védi a kaput a csapadéktól (kiképzése ezért háztető formájú), másrészt pedig galamboknak otthont adó díszítőelem. Azok a kutatók, akik a székely kapukat a várkastélyokból eredeztetik, az erkélyek, filagóriák, tekintők, illetve egyéb figyelőhelyek maradványának, elvonatkoztatásának tekintik a galambdúcokat.
A katolikus falvakban, házaknál a kapuállítás utolsó lépéseként (akár csak a házak esetében) egy fakereszt kerül a kapu tetejére. Innen származik a mondás: "Hála Istennek fölkerült a kereszt! – tehát be van fejezve a munka, végére értek a dolognak. A székelykapu minden alkotóeleme tehát, még a csapok és a szegek is, fából készülnek. Az alkotóelemei úgy vannak stabilan, szilárdan összeillesztve, hogy az ácsolás által a kapu nem szenved kárt esztétikai tekintetben sem.
"A kapu sokat elmondhat a házigazdáról: tanúsíthatja rendszeretetét vagy árulkodhat hanyagságáról." (Jávor-Küllős-Tátrai 1978:160) Az erős, szép kapu csinos és gondozott háztájat sejtetett, valamint az első percben jó benyomást keltett a belépő vendég szemében. Minden egyes elkészült székelykapu műremek, egyedi a maga nemében. Az erdélyi magyarság számára a hovatartozás jelképe. Társadalmi szerepe is jelentős, a székelyek dolgos életének a része, szereplője a székelykapu.
"A kapu kiút az életbe és határ a porta és a külvilág között. Megálljt parancsol a betolakodónak és kitárul a jó szándékkal bekívánkozó előtt." (www.kiszely.hu)

## Díszítése

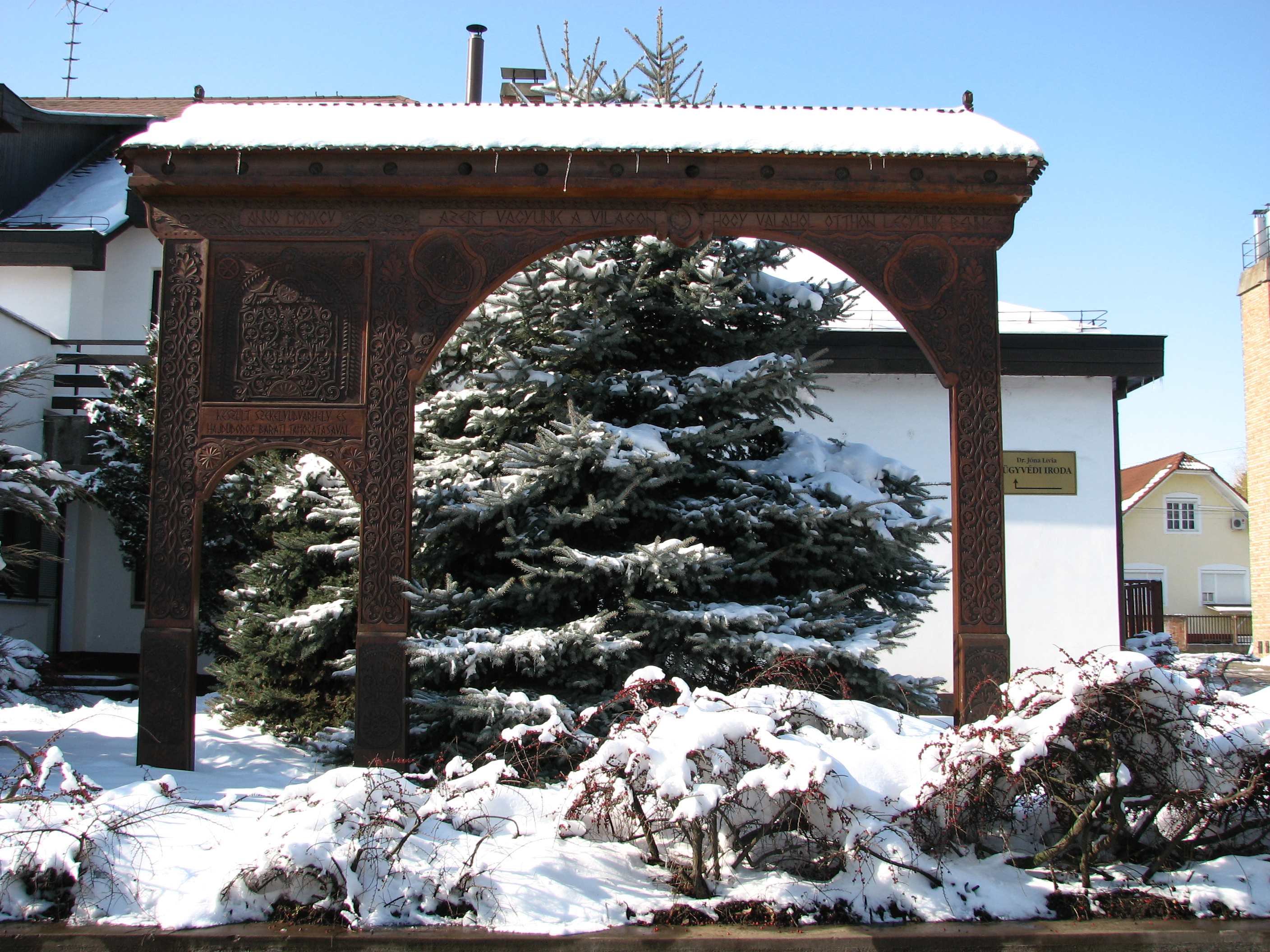
Székelykapu Hajdúdorog központjában. A kaput 1995-ben állította Hajdúdorog és Székelyudvarhely városa, amikor testvérvárosi kapcsolatba léptek egymással.

Nehezen találhatunk két egyforma székely kaput, egyéniségüket a díszítésük adja meg. A díszítést három részben tárgyalhatjuk, úgy, mint: faragás, festés illetve felirat.

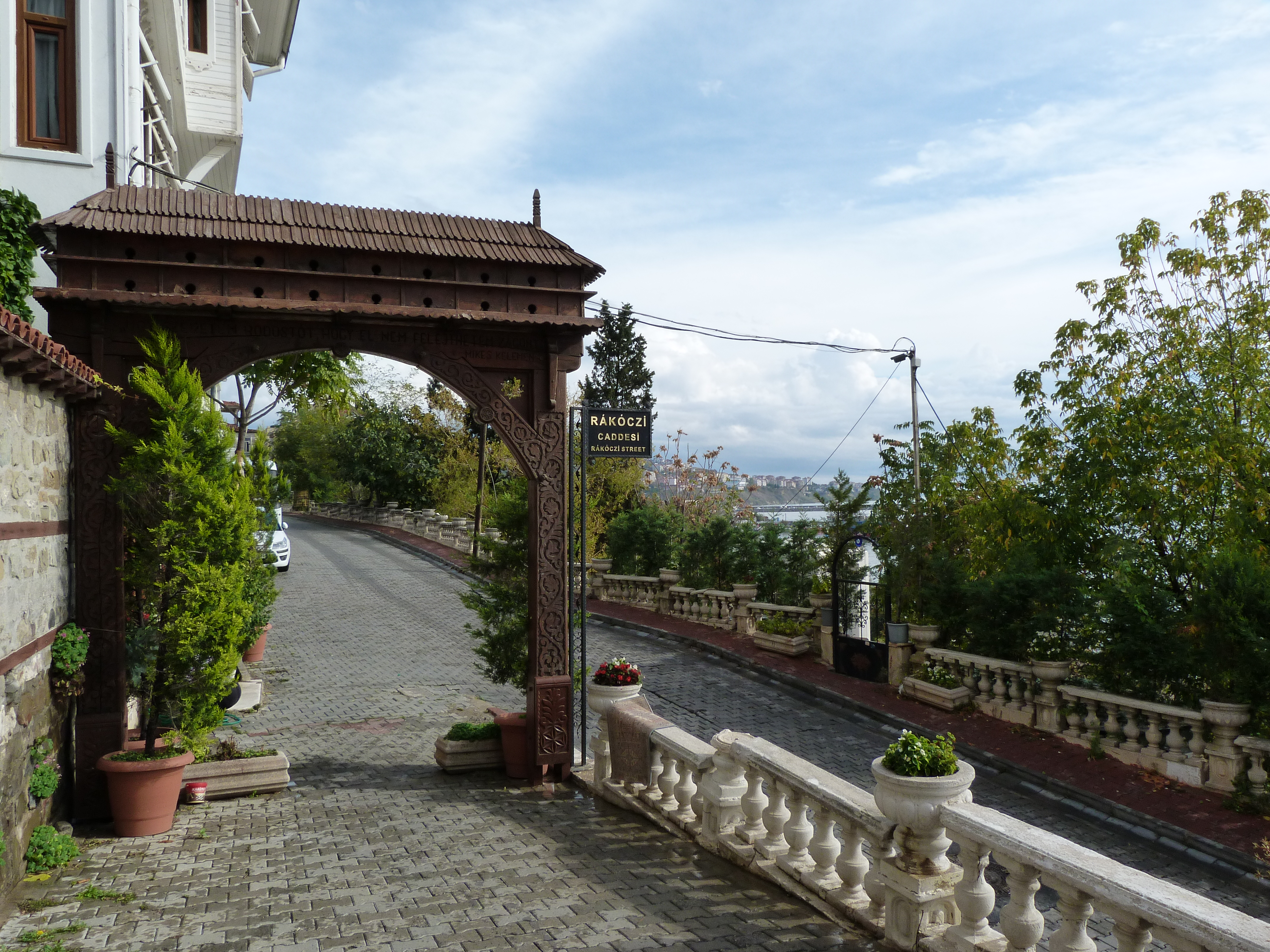
Székelykapu Rodostón

- Faragása:

A faragás minden arra alkalmas felületen (kontyfa, kötés) megjelenik, de kibontakozni mégis a kiskapu feletti négyszög alakú táblán, a "koronán" tud. Ezt a helyet egyébként a Kis-Küküllő völgyében "kiskapuföle tornácának" nevezik. Ide, a kapu koronájára, betétjére került a magyar koszorús címer, vagy Erdély címere, ezek a nagy jelentőséggel bíró jelképek csakis itt, tehát a főhelyen helyezkedtek el. A legszebben faragottak egyébként a háromszéki kapuk.
Fellelhető díszek az égitestek (megjegyzendő: a székelyeknél a nap az áldás jele), a madarak, a kelyhek, a növényi motívumok. Az oszlopokon jellemző a rózsa illetve a levélfüzér végigfuttatása. Ezek ismétlődése ritmikus, szívalakra emlékeztető, a köztük kimaradó helyet kacsokkal töltik ki, melyek végén gomb, tulipán, rózsa vagy csillag található. Az oszlopok fölső végződésén, egy pálmalevélen elhelyezkedő különálló virágzat található. A keret díszítése egymásra helyezett formákkal: virággal, csillaggal, rózsával, herelevéllel, tulipánszárral, tulipánnal, boldogasszony-levéllel, forgóvirággal, palmettával, koronával, gyertyával, kereszttel, kehellyel vagy madárral történt. A kapuk teste minden esetben dísztelen marad.
Az oszlopok díszítésekor először választó, majd két mellékvonalakat húztak, majd a széleket szegélyező kerettel látták el. A csiga-hullámvonalas, domború díszítések elkészítése különböző egyenes és görbe faragókésekkel történt.
A virágminták mellett – ritkábban – találkozhatunk mértani díszítőformákkal is, például a legrégebbi ránk maradt székelykapu esetében is, mely a marosszéki mikházi ferencrendi kolostor előtt állt, most pedig a Magyar Nemzeti Múzeumban tekinthető meg. A kapuoszlop alsó része faragatlan, majd fölfelé rózsa vagy levélfüzér faragással díszített. E fölfelé futó díszek ritmikusan, szívalakot formázva ismétlődnek, s a köztük maradó teret gyakran kacsokkal töltik ki. A kacsok végén gomb, tulipán, rózsa vagy csillag látható. A zábék felső végződésénél általában egy külön virágzat van, amelynek alapja egy pálmalevél. A gerenda közti teret vonala keretbe foglalt dísz tölti ki. A keret közepét egymás fölé helyezett virág, csillag, rózsa vagy pontokból álló dísz (néha korona, kereszt, gyertya, kehely vagy madár) foglalja el. A kiskapu és a nagykapu testét nem díszítik. A hónaljkötéseken is találunk növényi díszeket, de elmaradhatatlan itt a keleti oldalon a nap, a nyugati szélen pedig a hold és a csillagok. Ide kerülnek a feliratok.
- Festése:

A székelykapukat régebben csak faragták, de a 18. század óta a díszeket gyakran festik is; a felkúszó indák színe sötétvörös, az indán ülő hármas levelek kékek, néha zöldek fehér pettyekkel tarkítottak; a rozmaringok mindig zöldek. A színezéshez csak piros, fehér, zöld és kék színeket használnak, a kapukon a sárga vagy a lila szín sohasem fordul elő. A mongol kolostorok tetőperemének síkján a domború cserépsor végén felül sötétebb, a homorú cserépsor végén fehér pikkelysort láthatunk. Nálunk a galambház alatti gerendán, vagy a nagy- és kiskapu boltívén találhatunk ehhez hasonló díszítéseket.
- Feliratok:

A hónaljkötéseken találhatóak, elmaradhatatlan tartozékai a székelykapuknak. Egyrészt elsődlegesen az építés idejét és az építő illetve a gazda nevét ismerteti, másrészt jókívánságok, vagy üzenetek vannak a betérőnek.
Néhány sűrűn használt felirat:
- - A béjövőnek szállás, a kimenőnek békesség.
  - Áldás a bémenőnek, üdv a kijövőknek.
  - Béke a bejövőre, áldás a kimenőre!
  - Békesség a bemenőknek, egészség a kimenőknek.
  - Ha e zajló nagyvilágban baj és bánat kerget, jó szándékú szívvel mihozzánk betérhetsz.
  - Ha jó szándék hoz, e kapun bejöhetsz, különben az úton fel s alá elmehetsz.
  - Házad lehet bárhol, de hazád csak itt.
  - Isten hozott. Ha mész, Isten legyen veled.
  - Isten segedelmével állíttatta Beke Gyula és neje az Úr 1865. esztendejében!
  - Jó szívű barát, béjöhetsz.
  - Őseidnek szent hitéhez, nemzetednek gyökeréhez – testvér – ne légy hűtlen soha.
  - Szíves vendéglátó e kapu gazdája, de a gonosz embert furkósbottal várja. – Szíves vendéglátó e kapu gazdája, de a gonoszt, álnokot végképpen kizárja.
  - Szíves vendéglátó e kapu gazdája, ki a fáradt utast tárt karokkal várja.
  - Térj be hozzánk vándor, ha erre visz az utad, ha jó a szándékod, itt szeretet fogad.
  - Vándor! Ez a kapu nem akar kizárni, csak azt mutatja meg, merre kell bejárni.
  - Vándor, ha elfáradsz az élet útján, bizalommal térj be e kapu alatt, ha jó a szándékod, itt szeretet fogad.

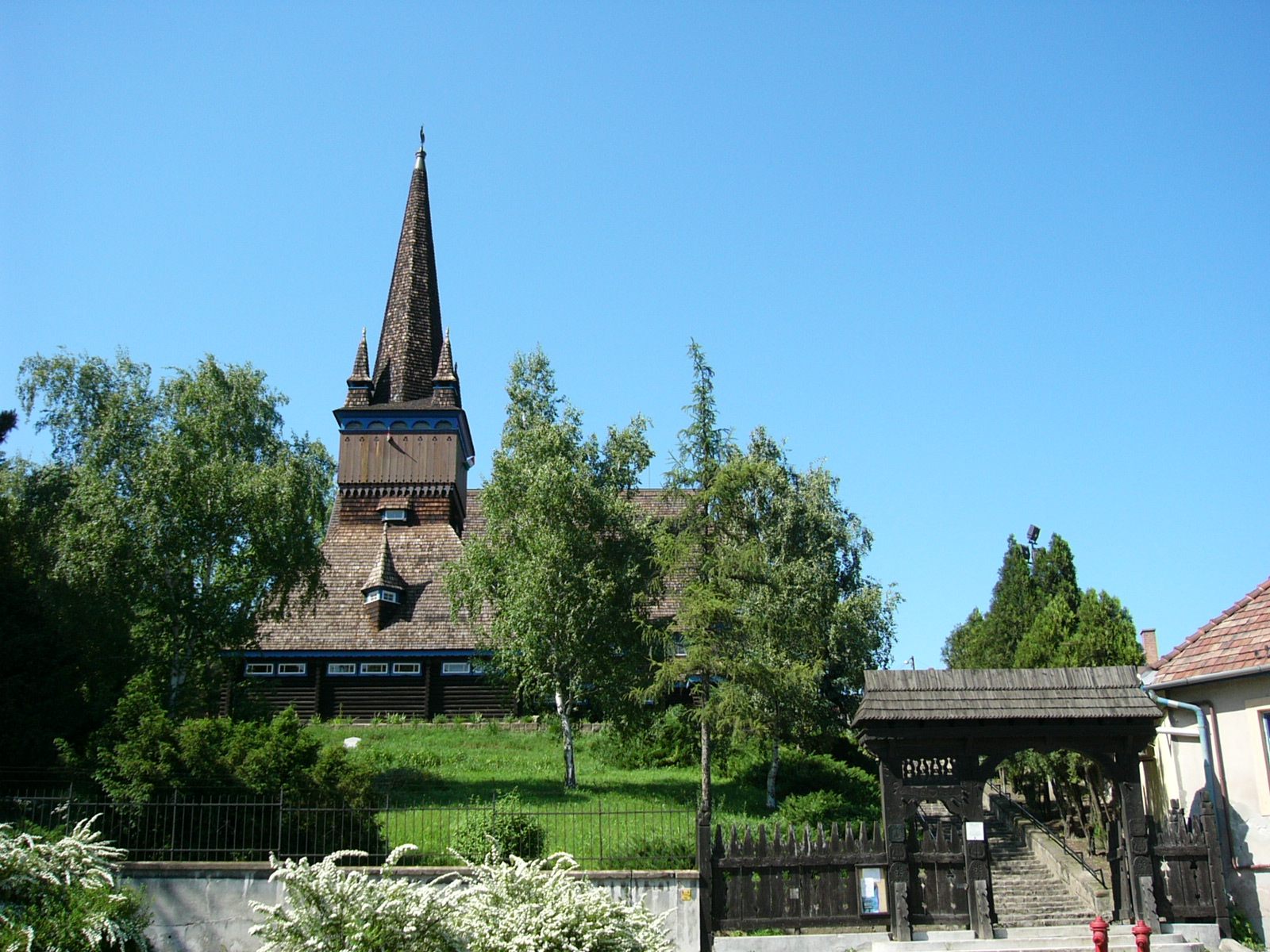
A miskolci Deszkatemplom, előtte székelykapuval

A székelykapu ornamentikája Kínában (a sárkány-mintás gerendadíszítésben), és a belső-ázsiai népek hiedelemvilágában gyökerezik. A székelykapu elterjedése a Peking-Magyarország vonal mentén kísérhető végig egy 1000 km-es széles sávban; sem ettől északra, sem ettől délre nem fordul elő; Nyugat-Európa nem ismeri. (Kivétel ez alól az emigrált magyarok közösségekben vagy az emigrációban elhunyt magyaroknak – például Mikes Kelemennek, Rodostóban – állított székelykapuk.) A székelykapu hengeres formái, a ferde támasztóoszlop, végén rögzítő cövekekkel, a tetőformája, a tetején levő sárkánydísz és az oszlopain elhelyezett napjelek a kelet-ázsiai építészet szerkezetét és ornamentikáját ma is őrzi. A sárkány védő kultusza Kelet-Ázsiából kiinduló kultúrhatás; a magyar hiedelemvilágban és főleg a népmesevilágban a sárkány – sárkánykígyó – a bejáratot- a vár- vagy palotakaput védő kultikus lény. A leegyszerűsített, a ház lakóit kultikusan védő sárkányos oromdíszek helyére katolikus vidékeken a bűntől védelmező Istenfiának, Jézusnak a keresztjét helyezték. A mongol kolostorok tetőperemének homloksíkján a díszítő sor elemei – kör és pikkely – minőségi és szerkezeti szempontból megegyeznek a székelykapu díszítő sorának megfelelő elemeivel. Nyilvánvaló, hogy a hun, az avar és a magyar, illetve más török népek Belső-Ázsiából hozták a Kárpát-medencébe a székelykapu keleti bambusz-technikában gyökerező díszítő formáját. Mivel a székelykapuk fő elterjedési területe éppen a hun-utódok által betelepített Székelyföld, ezért nagy a valószínűsége annak, hogy a székelykapu a hunoknak ittmaradt öröksége.

## Osztályozásuk
A székelykapukat díszítéseik szerint osztályozzák.
- 1. Olyan kapuk, ahol a kis kapu fölötti tér egészen betöltött és át nem tört síkfelület, mely tele van lapos relief-díszítéssel, néha címerrel és jelvényekkel.
- 2. A régi kapuknál a kiskapu fölötti tér egy nagy vagy több kis kerek ablakká van alakítva, itt a díszek fa- és bőrkivágás, csipkézés és szíjfonatok utánzatai.
- 3. Ide a rácsos ablakú kapuk tartoznak, amelyek Csíkot jellemzik.
- 4. Olyan kapuk, amelyeken a székely festett bútorokon is látható naturalisztikus díszek vannak; ilyenek főleg a sóvidéken fordulnak elő.

## A székelykapuk külső formái kistáji típusok szerint

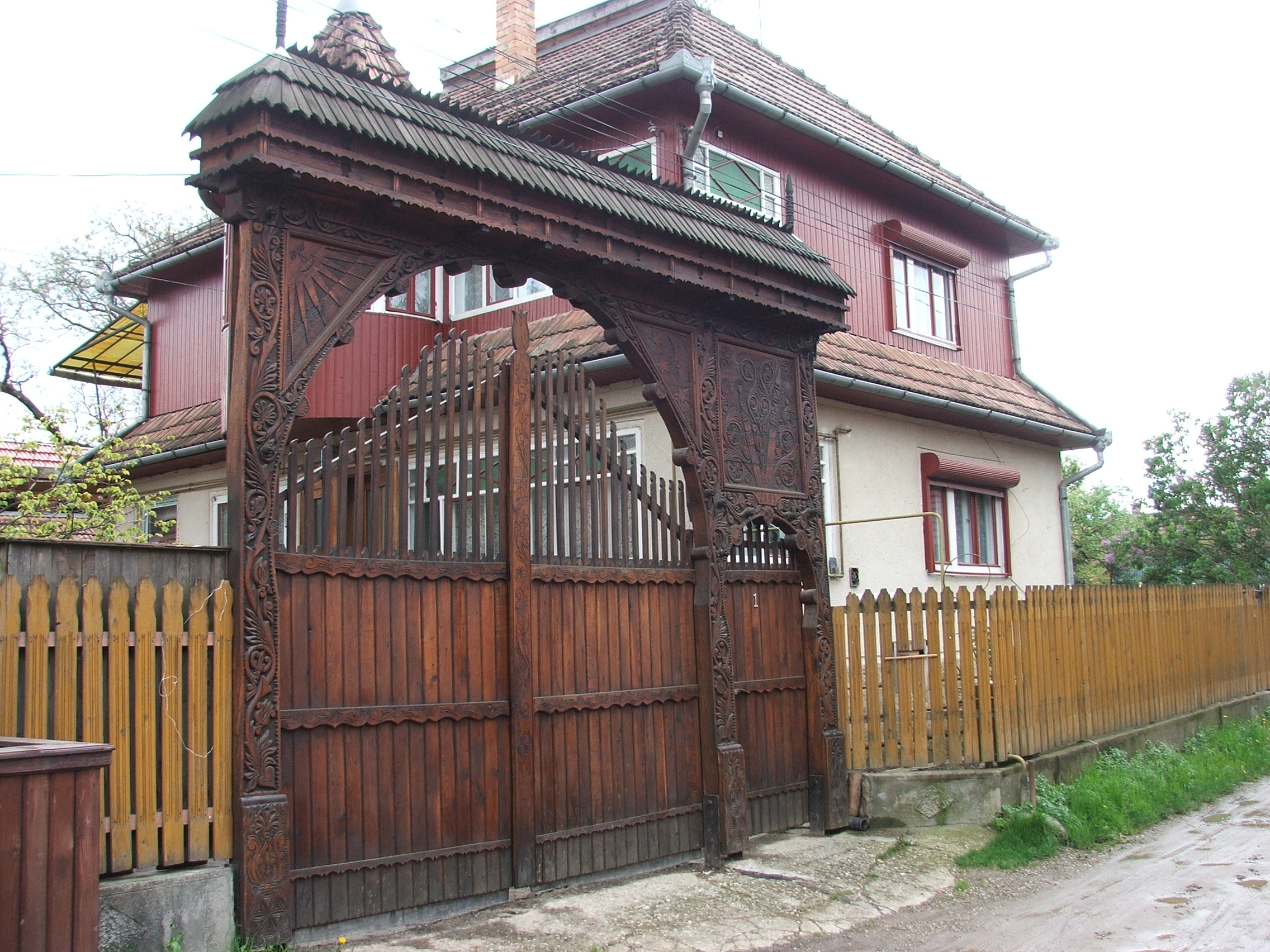
Székelykapu Kovásznán

A kapuk külső formáját, nagyságát befolyásolja a település jellege is.

### Magyarvalkóés környéke
A Bánffyhunyad környéki Magyarvalkón leveles kiskapuk találhatók. Az udvarokat a keskeny telkek miatt három és fél méter hosszú kapu és egy méter széles utcaajtó fogja át. A kaput közvetlenül a ház elejéhez ragasztják, vagy ahol kert is van, közvetlenül a kert kerítésével esik egy vonalba. A szemöldökfára pedig az építés éve és felírás kerül.
A kiskapu fedele nyeregtetős, zsindelyezett, vagy kúp alakú csúcsos. Faragása a két végén tulipán, vagy gombfaragás. A környék szegényebb falvaiban pedig a fedelet sokszor szalmából rakják, a szemöldökfa és az ajtófelek rézsútos kötéseit pedig oromfutókkal díszítik, néha azonban egész ív alakúra kifaragják, de ezt a kisajtó formát ma már pl. Zsobokon, Sztánán kőből is faragják. Magyarókeréken gyakran előfordulnak gúzsból font, úgynevezett "cserind" 
kapuk is, melyek talán ezek egy régebbi formái lehettek, melyeket mára a leveles kapuk váltják fel.

### Siklódkörnyéke
Siklód környékén, a Kis-Küküllő völgyében úgynevezett "szoros utcák" vannak, nincsenek szabályos utcasorok, mivel egymás szomszédságában az egy családhoz tartozó rokonság lakik, és a falurészek neveit is nevekkel jelölik. A falun keresztül-kasul ösvények kígyóznak. Ahol azonban mégis van kerítés, az általában hegyes karóra hányt töviskerítés vagy sövény. Itt a kapura már nagyobb gondot fordítanak: a fedett kis- és nagykapuk díszítése egyszerű, mélyített virágdísz, inda. E vidéken a kiskapu feletti négyszöget "kiskapuföle tornácának" nevezik. Siklódon galambbúgos nagykapu az 1980-a évek végének adatai szerint csak egy volt, az is a papé.

### Mikháza
A Maros-Torda megyében fekvő Mikházán található a legrégibb galambbúgos székelykapu, mely a ferencesek kolostorkapuja, mely 1673-ban épült tölgyfából, domborított virág ornamentikával.

### Ádámos

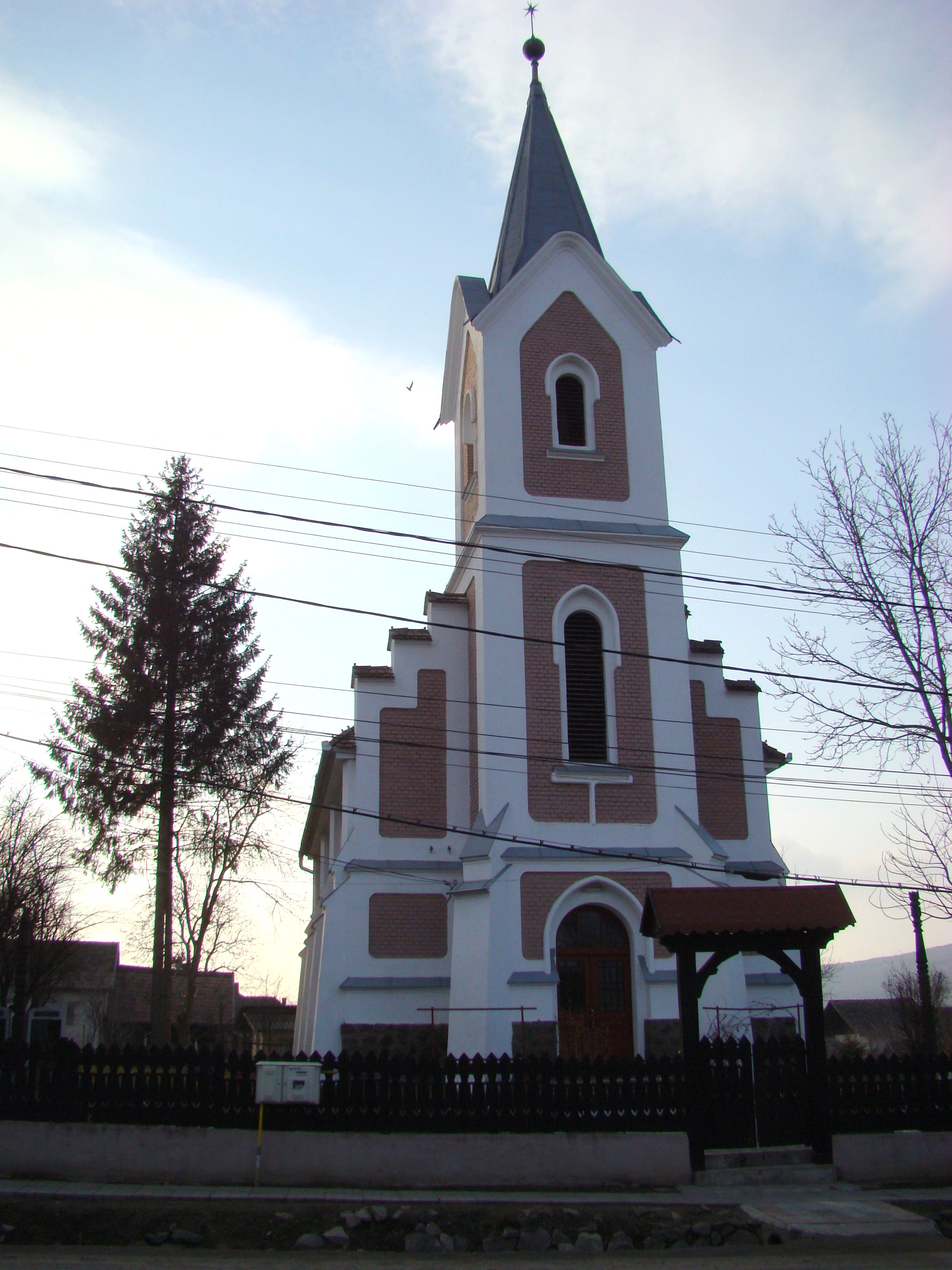
Ádámos unitáriánus templomkerítésének kapuja 1740-ből

A Kis-Küküllő megye területén található Ádámos unitáriánus egyháza templomkerítésének kapuja 1740-ből való, egyszerű hullámos díszítéssel.

### Csíki székelykapuk
A csíki székelykapuk  jellemzője a rövidített, vagy toldott patkóív. A kiskapu feletti betétrész díszítése rácsos, köríves vagy címeres, melyről a Nap, a Hold és a csillagok ábrázolásai se maradnak le. A csíki kapukat nevezik napraforgó kapuknak is. A székelységnél a Nap a termékenység és az áldás jele.

### Háromszék
A nagykapuk igazi hazája Háromszék. Terjedelmes gazdasági udvaraiban lófők, köz- és főnemesek laktak. Itt még a szérűskertekben is galambbúgos nagykapu állt.

## Lásd még
- A nemzet székelykapuja

## Galéria

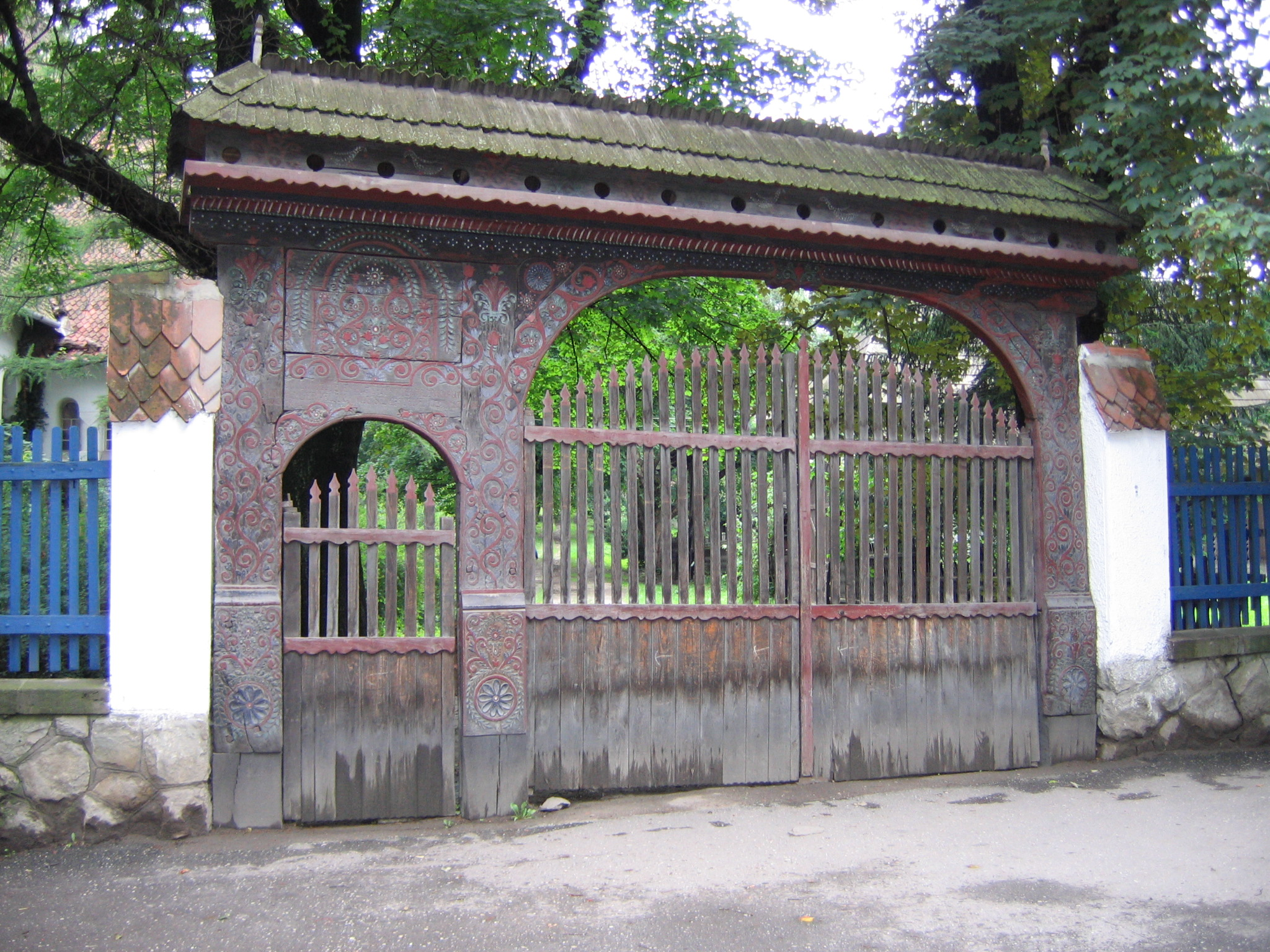
Sepsiszentgyörgy
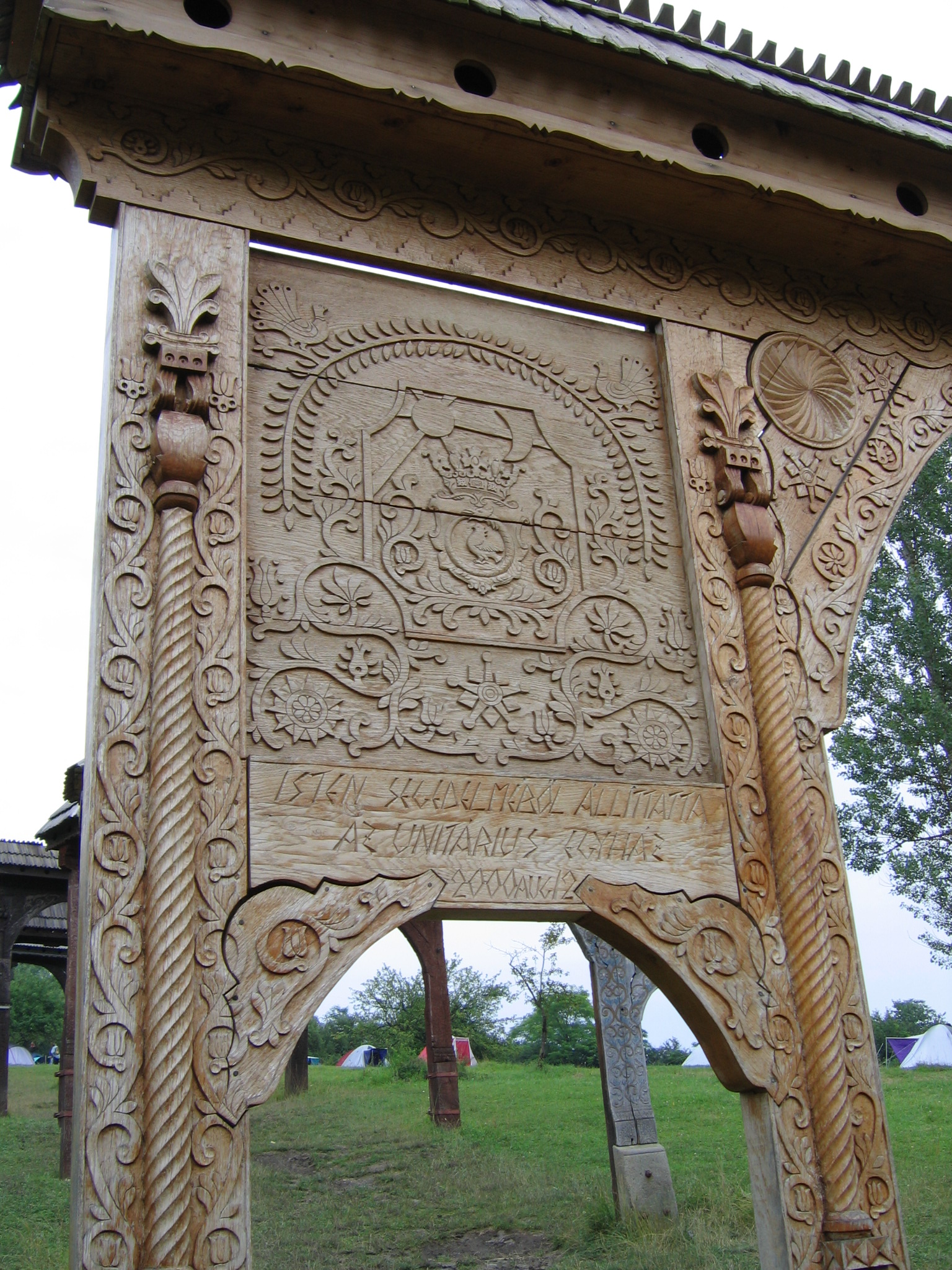
Szejke
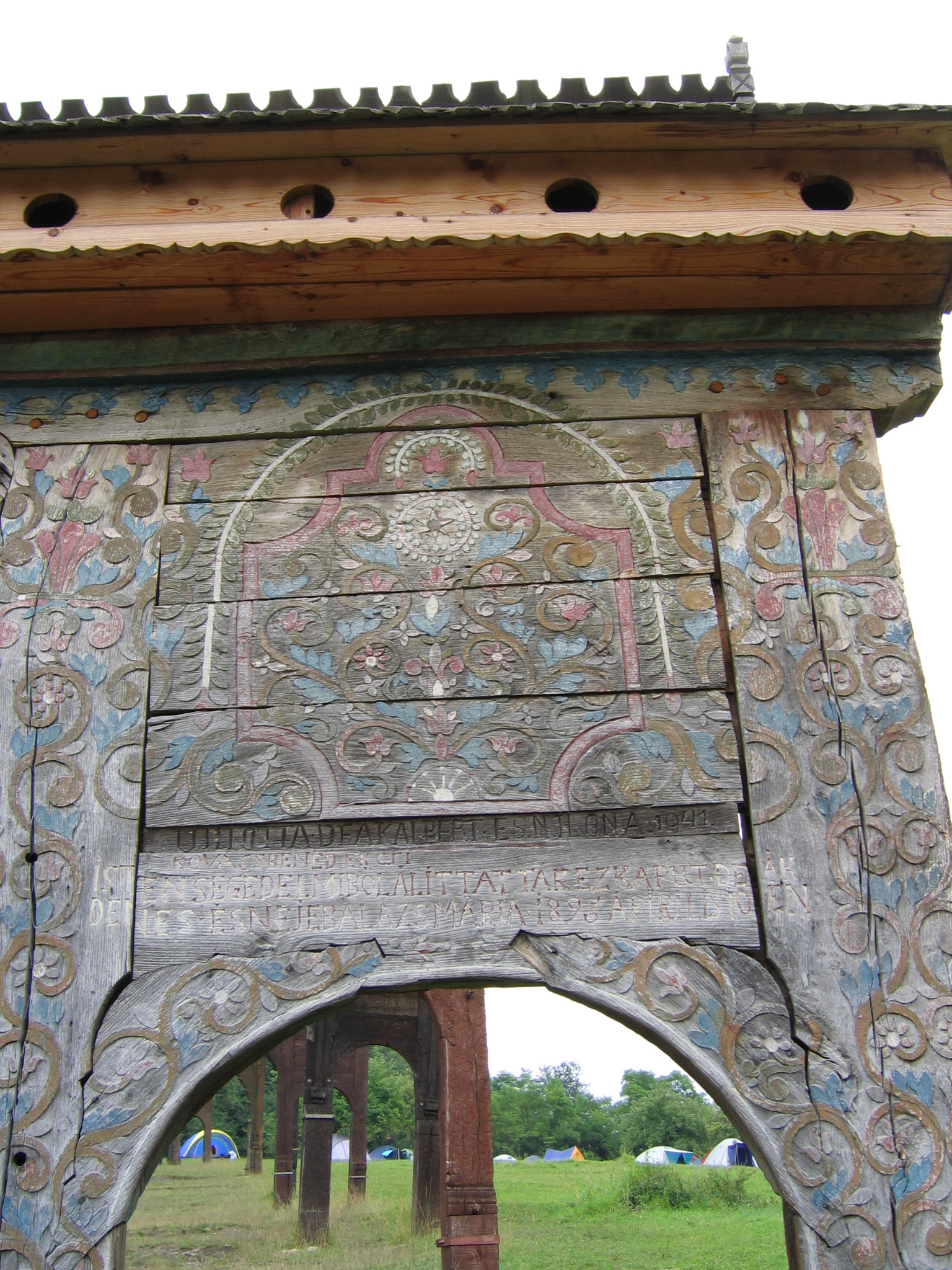
Szejke
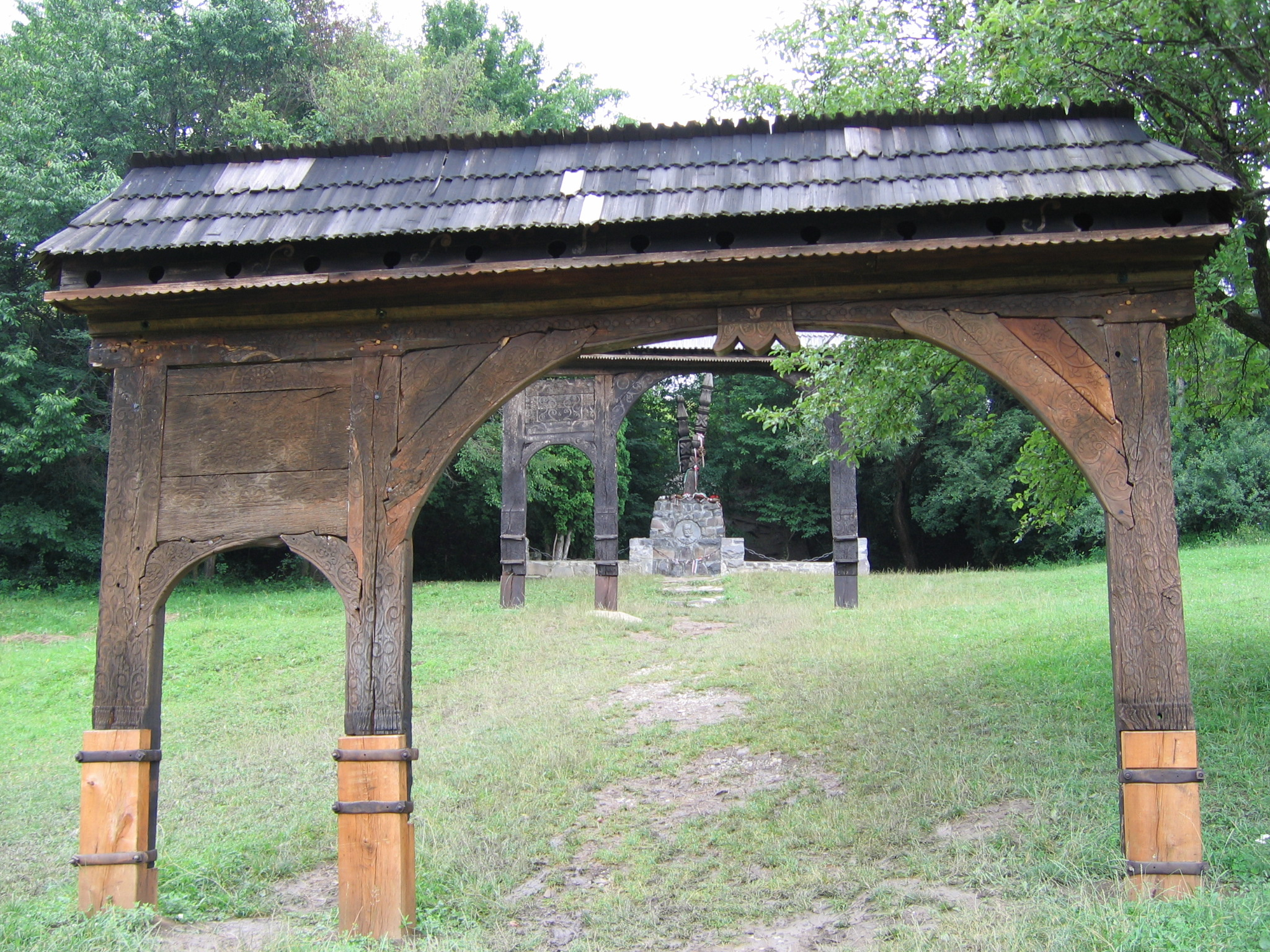
Szejke
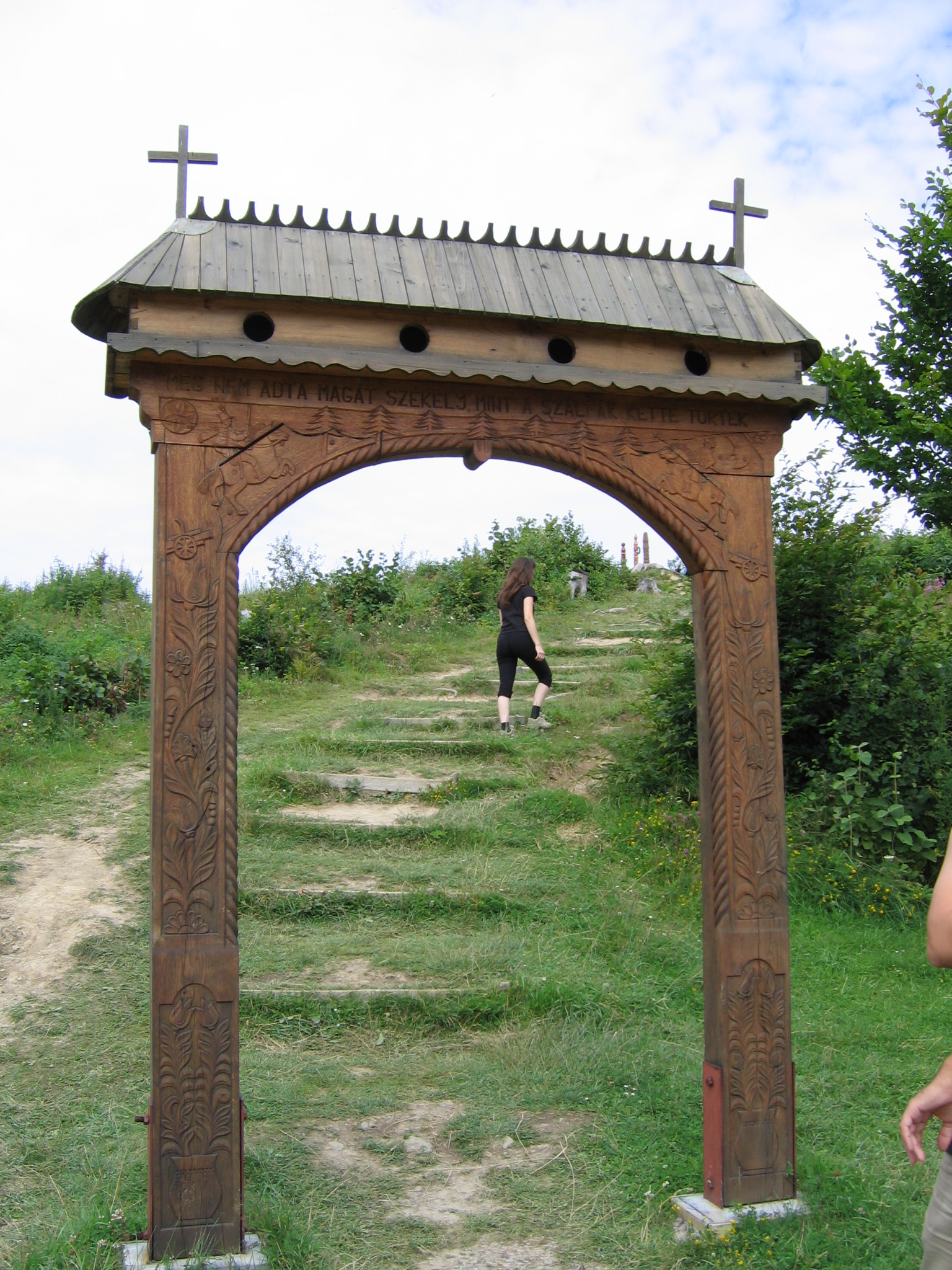
Nyergestető
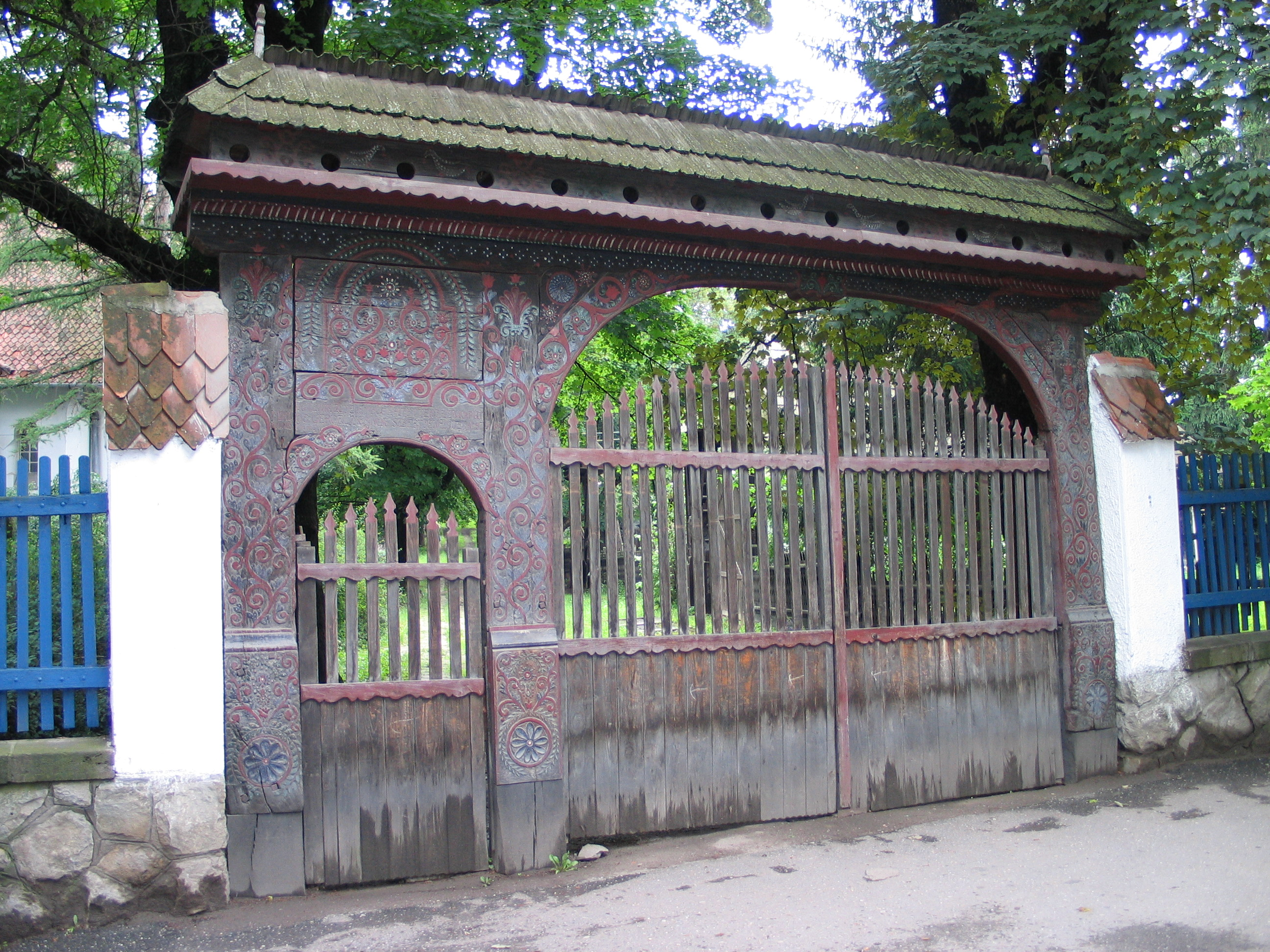
Sepsiszentgyörgy
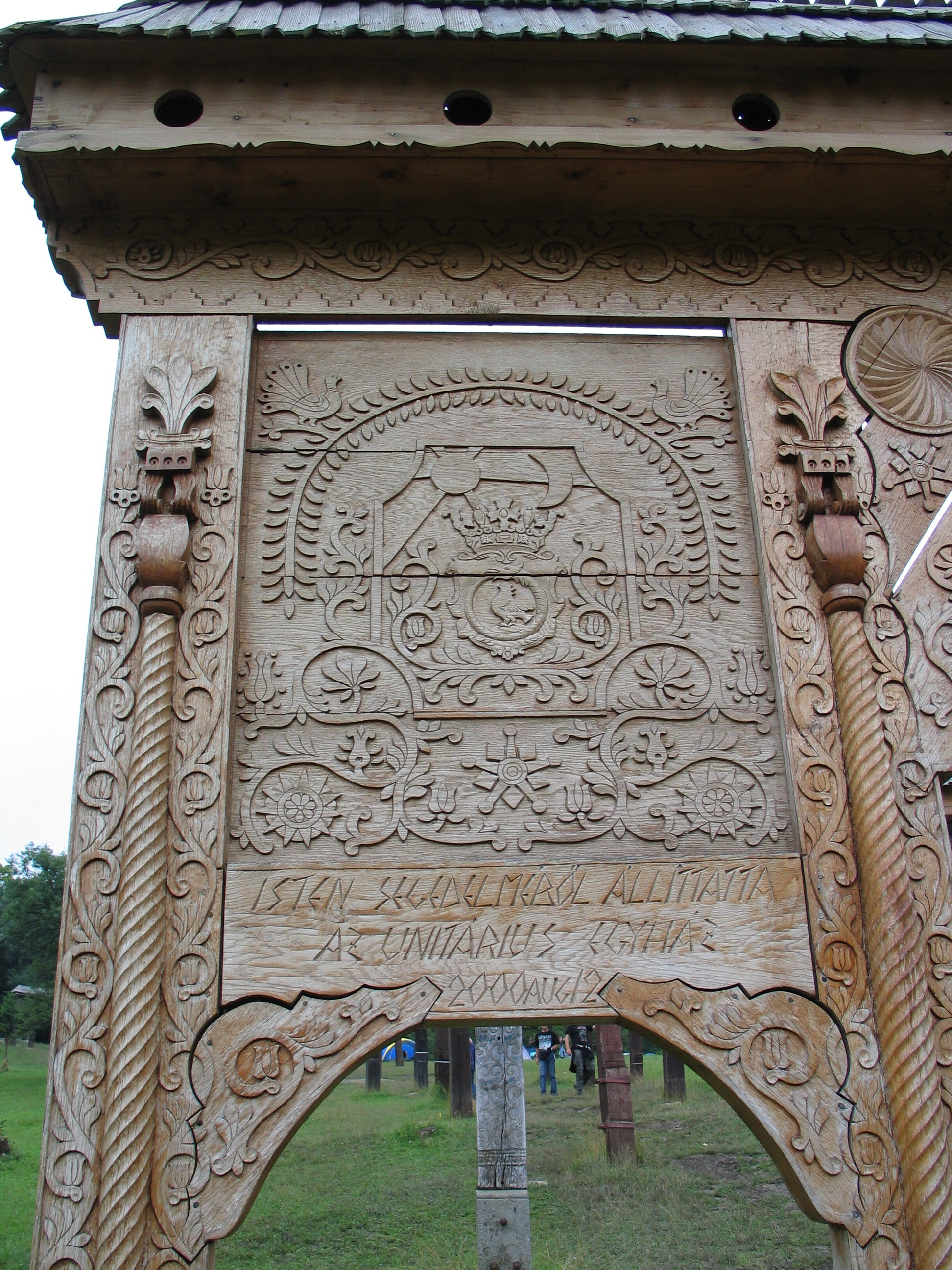
Szejke
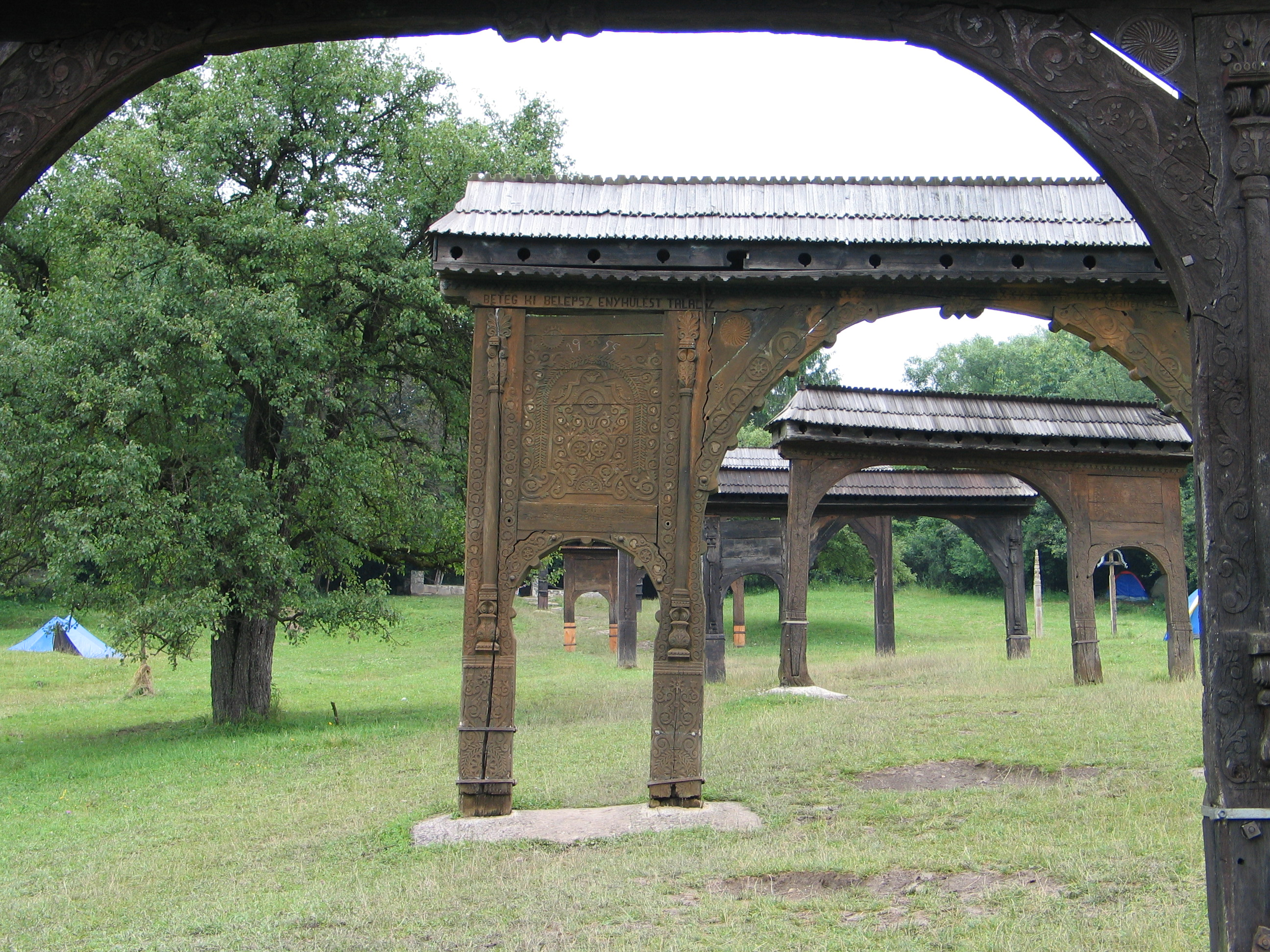
Szejke
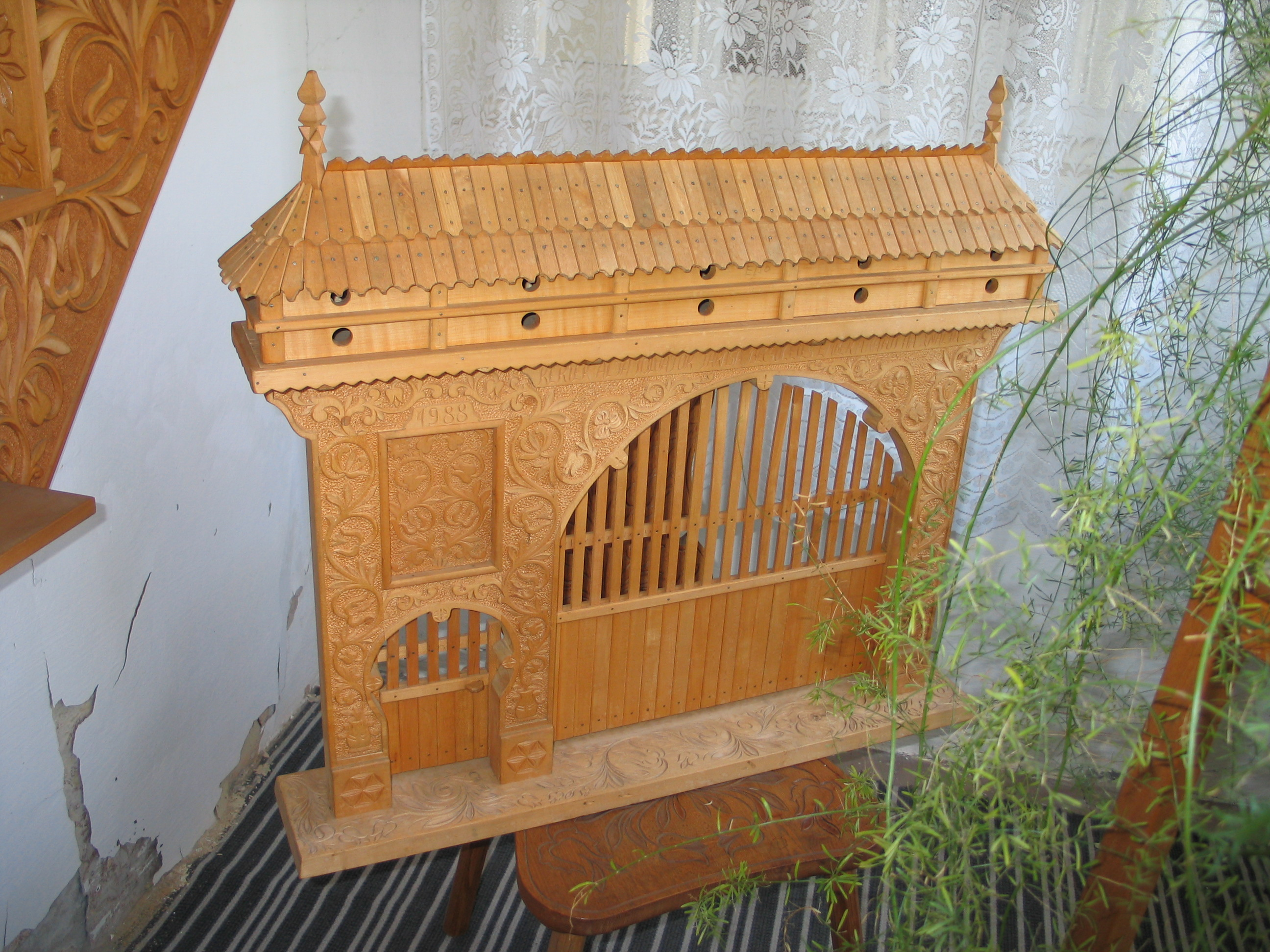
Csernáton
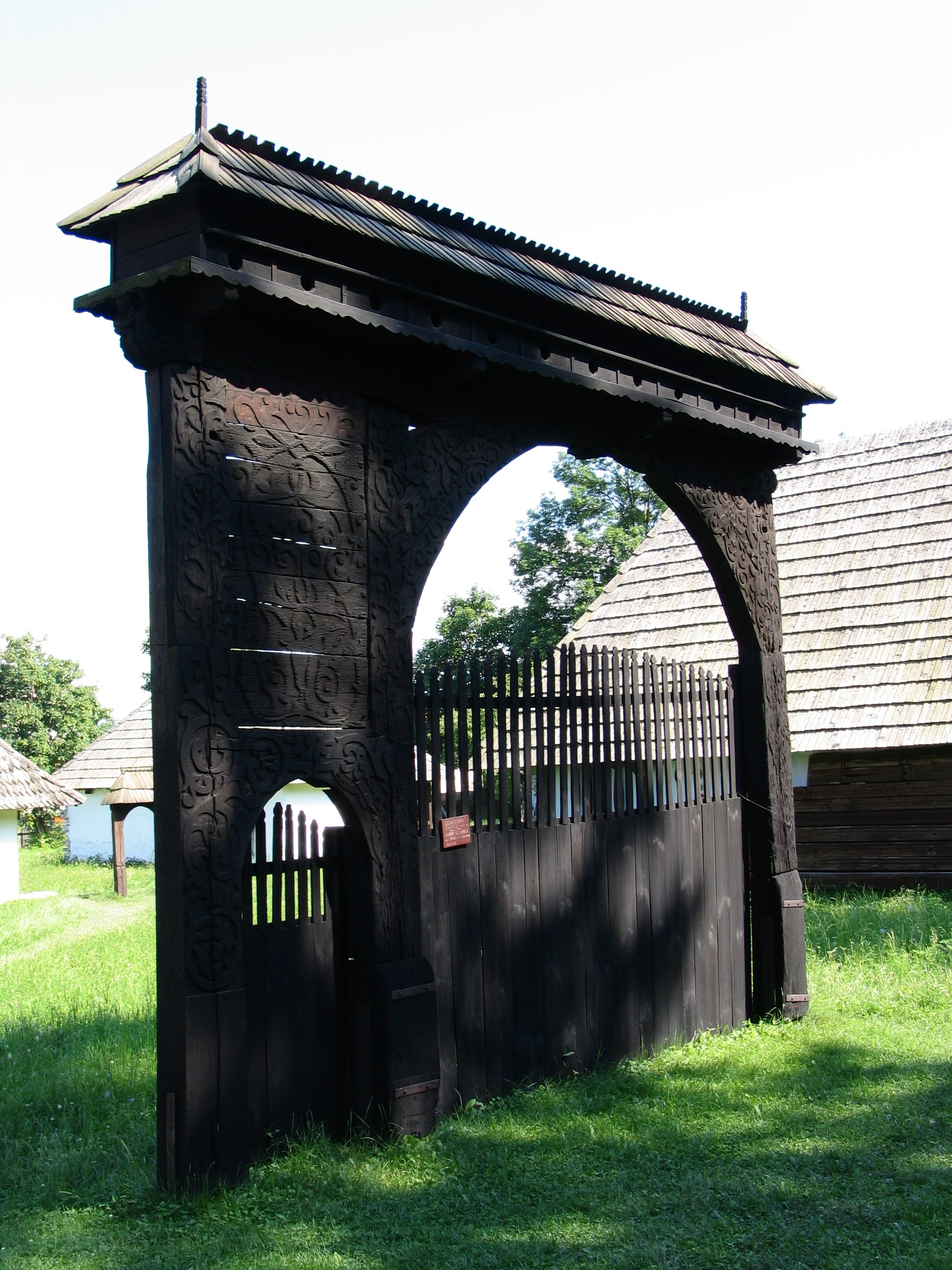
Csernáton
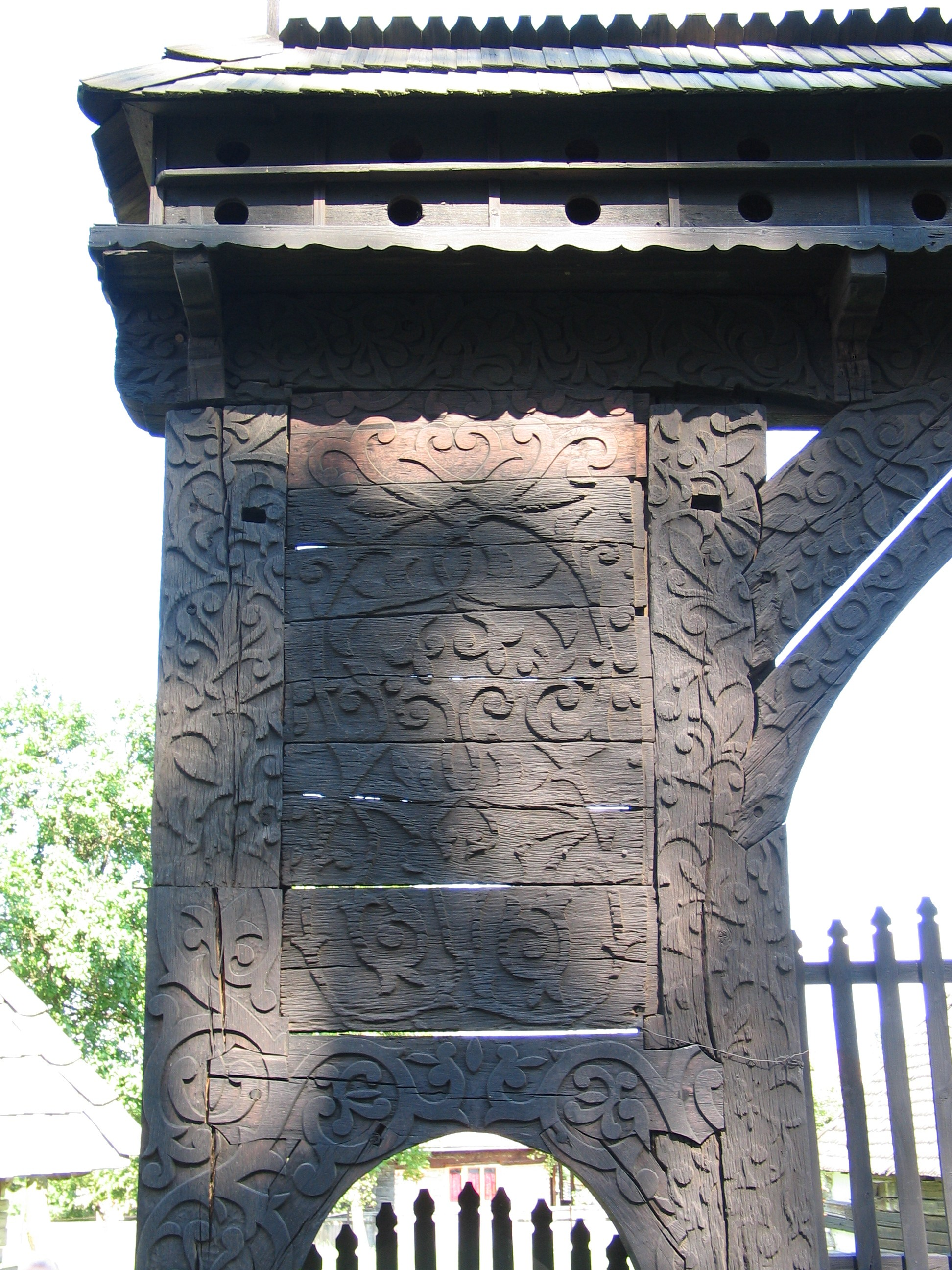
Csernáton
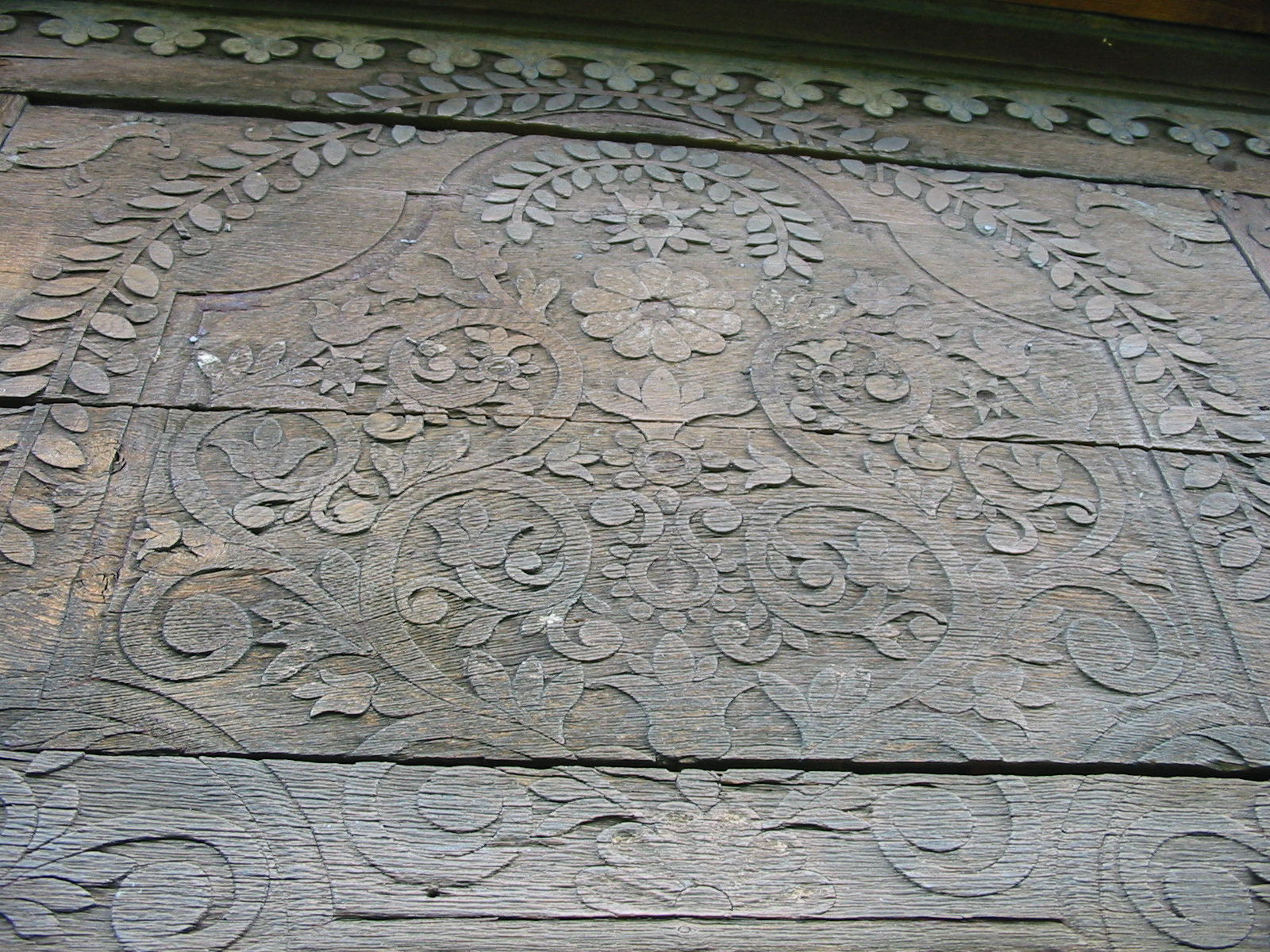
Csernáton
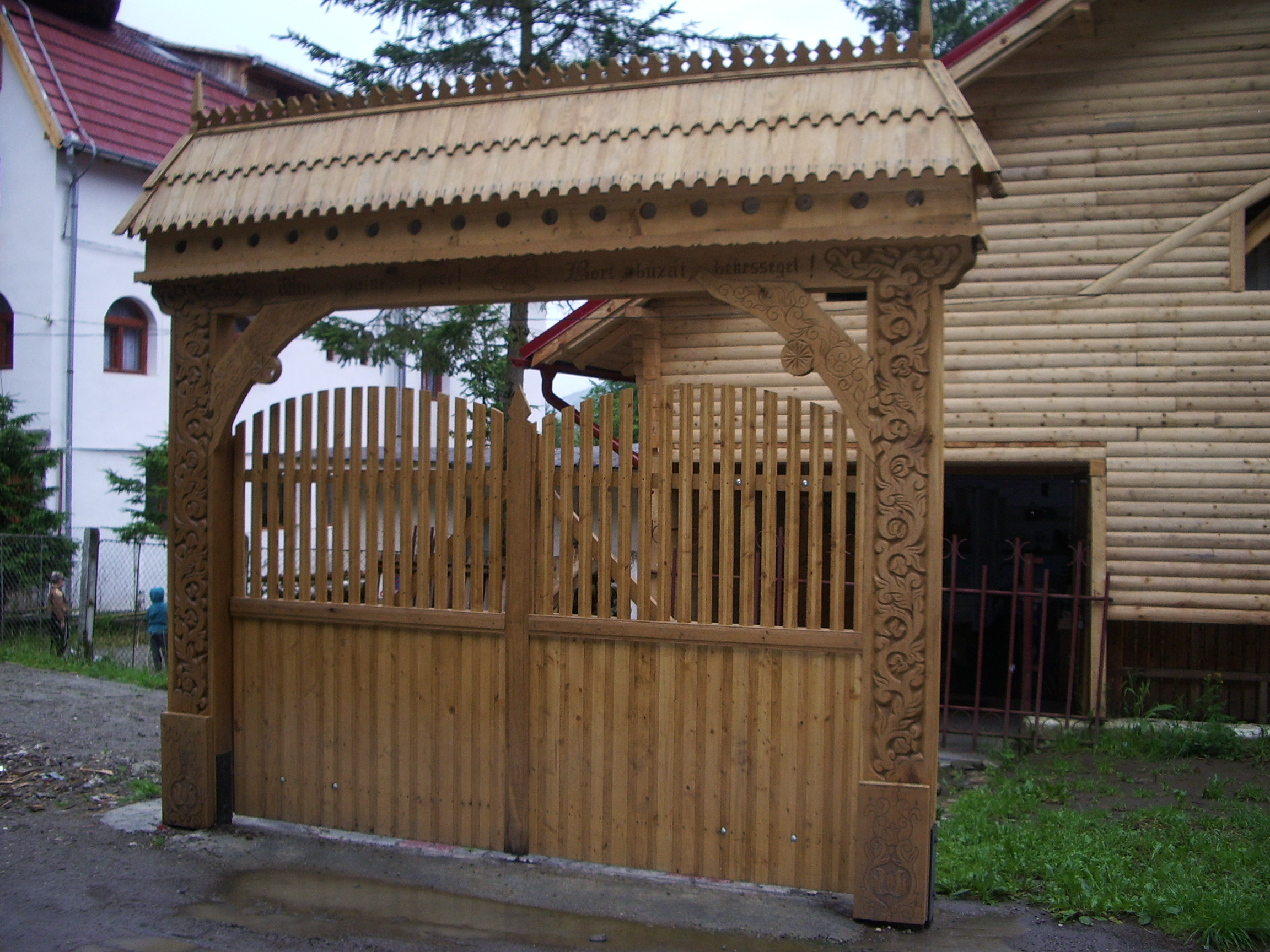
Bálványos
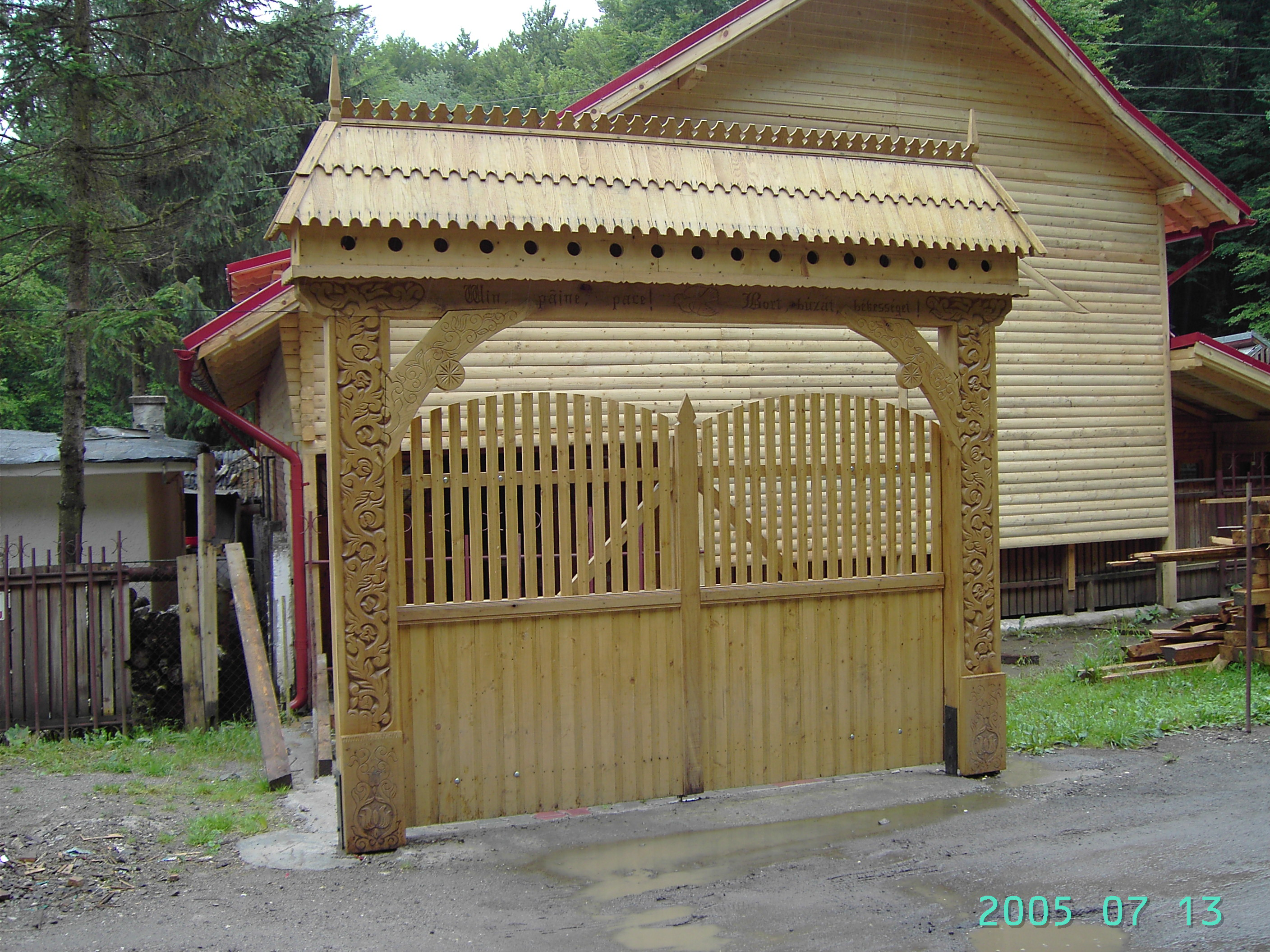
Bálványos
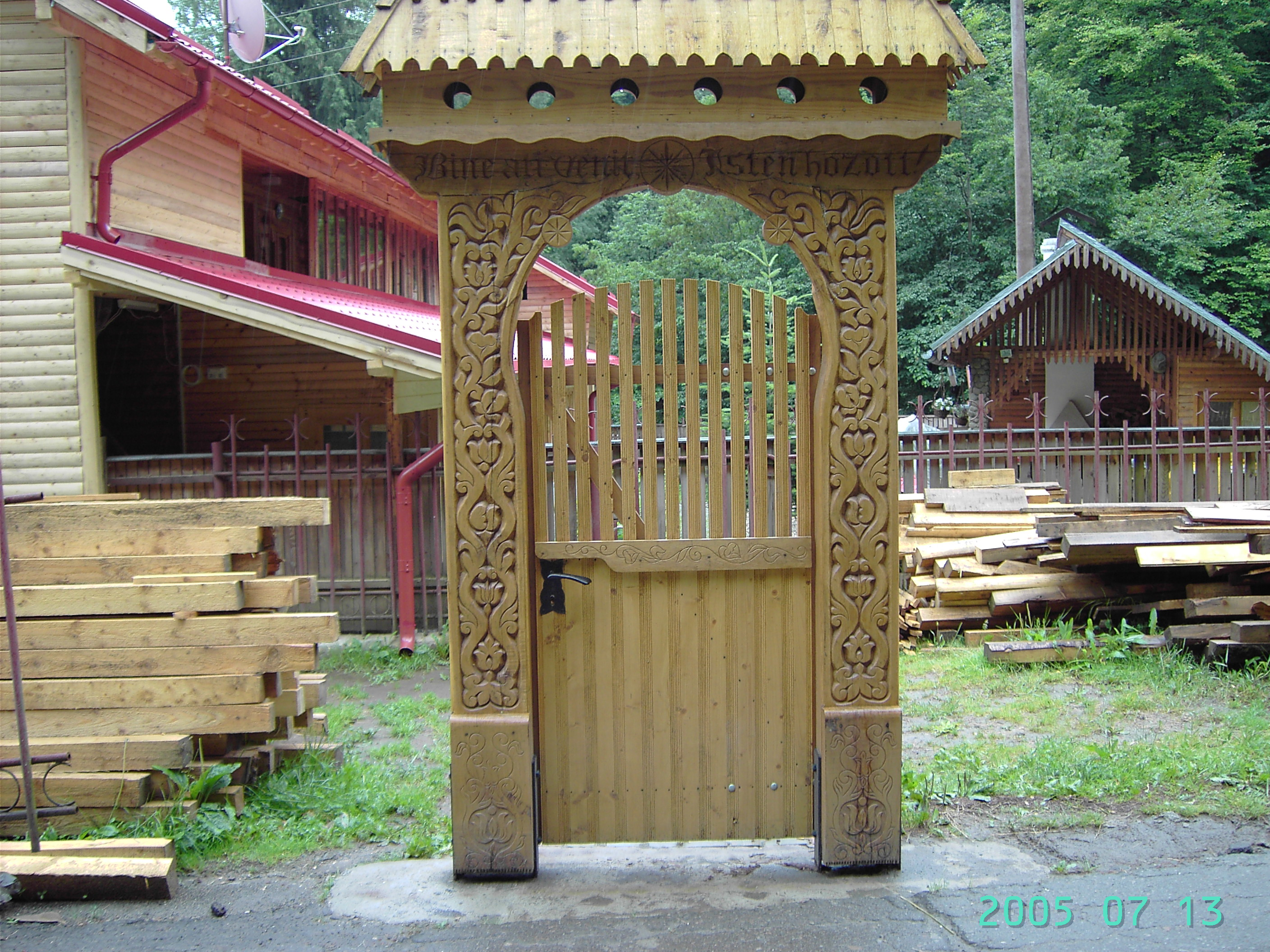
Bálványos
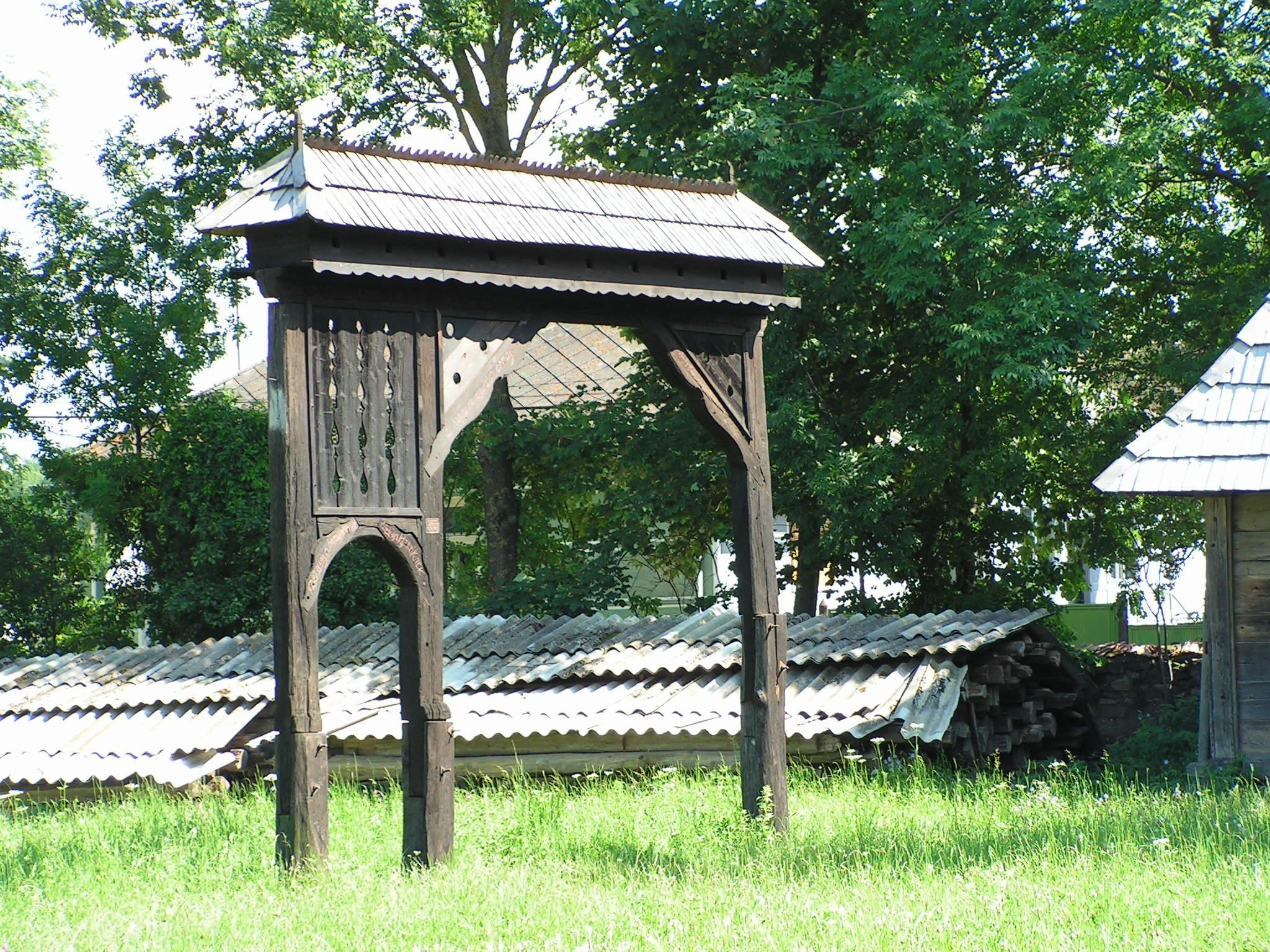
Csernáton
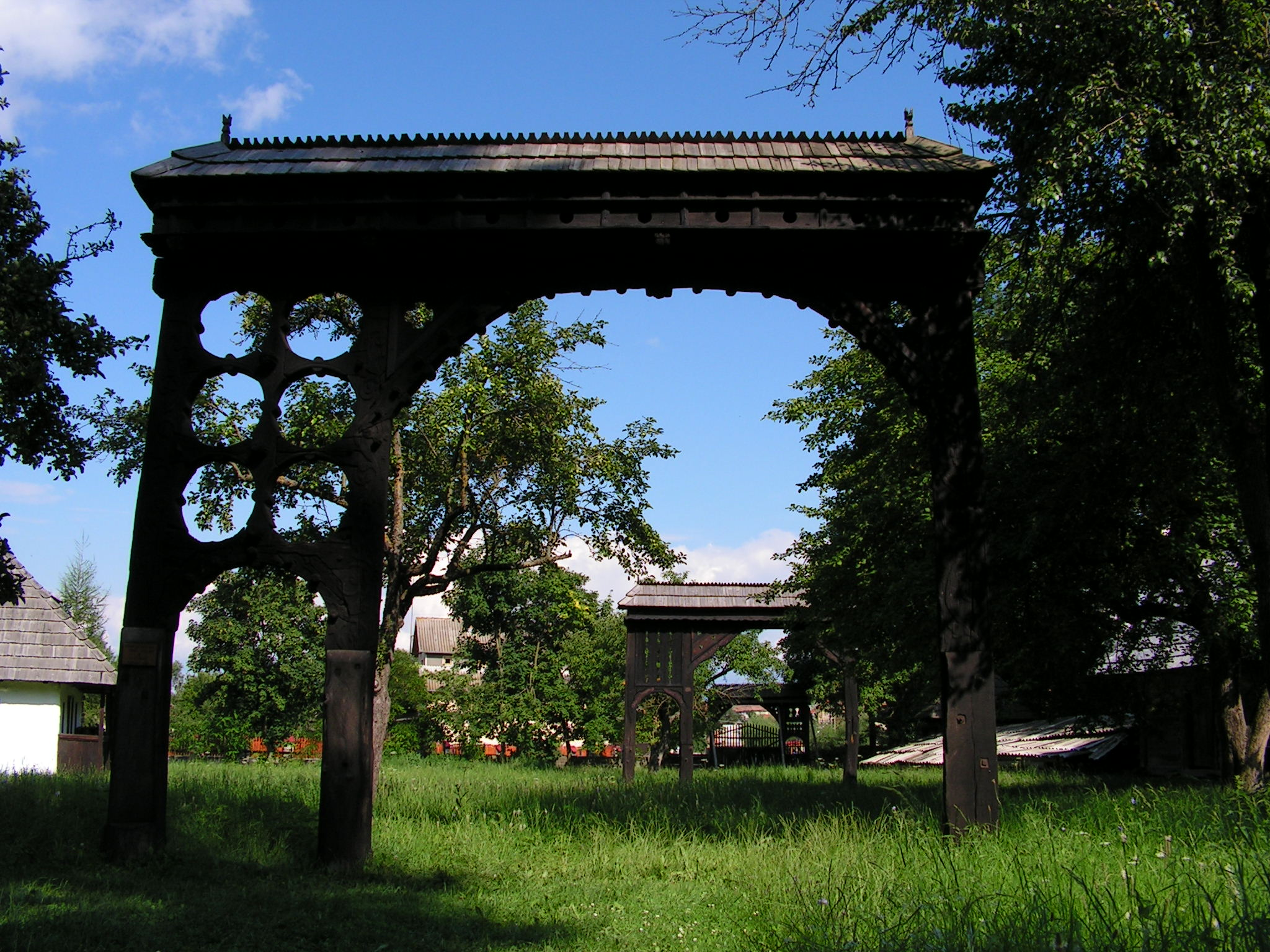
Csernáton

## Külső hivatkozások
- Székelykapuk Udvarhely vidékén, részletes információkkal
- Képek máréfalvi székelykapukról
- Képek fenyédi székelykapukról
- A világ legnagyobb székelykapuja Torján Archiválva 2014. március 15-i dátummal a Wayback Machine-ben